# Bill Clay
Bill Clay właściwie William Lacy Clay Sr. (ur. 30 kwietnia 1931 w Saint Louis, zm. 16 lipca 2025) – amerykański polityk, członek Partii Demokratycznej.

## Działalność polityczna
W okresie od 3 stycznia 1969 do 3 stycznia 2001 przez szesnaście kadencji był przedstawicielem 1. okręgu wyborczego w stanie Missouri w Izbie Reprezentantów Stanów Zjednoczonych.
Jego synem jest Lacy Clay.